# Portada/efemèride abril 23
Francesc Macià
« 22 d'abril · 23 d'abril · 24 d'abril »